# Robert Harley, 1.º Conde de Oxford e Conde Mortimer
Robert Harley, 1.º Conde de Oxford e Conde Mortimer, KG PC FRS (5 de dezembro de 1661 - 21 de maio de 1724) foi um estadista britânico do final do período Stuart e do início do período georgiano . Ele começou sua carreira como Whig, antes de desertar para um novo ministério Conservador. Ele foi elevado ao Pariato da Grã-Bretanha como conde em 1711. Entre 1711 e 1714, ele serviu como Lorde Alto Tesoureiro, efetivamente o primeiro-ministro da Rainha Ana. Ele foi chamado de primeiro-ministro,  embora seja geralmente aceito que o primeiro-ministro de fato a ser primeiro-ministro foi Robert Walpole em 1721.
A principal conquista do governo de Harley foi a negociação do Tratado de Utrecht com a França em 1713, que pôs fim a doze anos de envolvimento inglês e escocês na Guerra da Sucessão Espanhola. Em 1714, Harley caiu em desgraça após a ascensão do primeiro monarca da Casa de Hanover, Jorge I, e foi por um tempo preso na Torre de Londres por seus inimigos políticos.
Ele também foi uma figura literária notável, servindo como patrono do Clube de Outubro e do Clube Scriblerus . Dizem que a Harley Street recebeu esse nome em sua homenagem, embora tenha sido seu filho Edward Harley quem realmente desenvolveu a área.

## Primeiros anos de vida: 1661–1688
Harley nasceu em Bow Street, Londres, em 1661, filho mais velho de Sir Edward Harley, um importante proprietário de terras em Herefordshire, e sua esposa Abigail Stephens, e neto de Sir Robert Harley e sua terceira esposa, a célebre escritora de cartas Brilliana, Lady Harley . Ele foi educado em Shilton, perto de Burford, em Oxfordshire, em uma pequena escola que produziu ao mesmo tempo um Lorde Alto Tesoureiro (o próprio Harley), um Lorde Alto Chanceler ( Lord Harcourt ) e um Lorde Chefe de Justiça do Tribunal de Apelações Comuns ( Lord Trevor ). Harley então passou algum tempo na Academia de Foubert, mas não gostou.  Ele entrou no Middle Temple em 18 de março de 1682, mas nunca foi chamado para a Ordem dos Advogados.
Os princípios do Whiggismo e do Não-Conformismo foram ensinados a ele desde cedo, e ele nunca abandonou formalmente as opiniões religiosas de sua família, embora tenha se afastado delas na política.
Seu pai foi injustamente preso por suspeita de apoio à rebelião de Monmouth em 1685. Harley escreveu depois que "estamos um pouco felizes" com a derrota de Monmouth. 

## Revolução Gloriosa: 1688–1689
Durante 1688, Harley atuou como agente de seu pai na promoção do apoio a William, Príncipe de Orange e à causa protestante contra as políticas de James II .  Quando William desembarcou na Inglaterra em 5 de novembro, Sir Edward Harley e seu filho imediatamente levantaram uma tropa de cavalos em apoio à causa de William III e tomaram posse da cidade de Worcester em seu nome. Harley foi enviado para se reportar a William, encontrando-o em Henley . Harley obteve uma comissão como major da milícia de infantaria em Herefordshire, que ocupou por vários anos. 

## Membro do parlamento: 1689–1701
Isso chamou a atenção da família Boscawen para Robert Harley e levou à sua eleição, em abril de 1689, como representante parlamentar de Tregony, um distrito sob seu controle, ao mesmo tempo em que atuava como Alto Xerife de Herefordshire. Ele representou Tregony por um parlamento, após o qual, em 1690, foi eleito pelo distrito eleitoral de New Radnor, que representou até sua elevação à nobreza em 1711.  Desde cedo, Harley prestou atenção especial à condução dos negócios públicos, tendo especial cuidado com o estudo das formas e cerimônias da Câmara dos Comuns.
Harley apoiou o Projeto de Lei de Tolerância durante sua passagem pela Câmara dos Comuns e esperava que "uma solução igualitária de religião" fosse alcançada pela inclusão dos presbiterianos na Igreja da Inglaterra. Contudo, isso não foi adotado.  Ele também ajudou a derrotar uma emenda conservadora à Declaração de Direitos que permitiria que o filho de Jaime II , James Francis Edward Stuart, herdasse a coroa se ele se convertesse ao protestantismo. Em 14 de maio, Harley proferiu seu discurso inaugural, no qual lembrou à Câmara as recentes perseguições dos conservadores (como a punição severa dos seguidores de Monmouth) e disse que essa injustiça deve ser corrigida. 
Após uma série de vitórias francesas em Flandres durante os primeiros anos da Guerra dos Nove Anos, Harley acreditava que a subordinação dos soldados ingleses aos oficiais holandeses era a causa das pesadas baixas inglesas. Ele, portanto, propôs uma moção para que as futuras nomeações de regimentos de infantaria ingleses fossem guarnecidas por ingleses, o que a Câmara aprovou em 23 de novembro de 1692.  Ele também se opôs ao Projeto de Lei de Abjuração proposto por Lord Somers . Se fosse aprovada, esta medida obrigaria os titulares de cargos a fazerem um juramento contra o reconhecimento de Jaime II como o rei legítimo, sob pena de demissão e prisão na primeira recusa, e com as penas de alta traição na segunda recusa. 
No início da década de 1690, Harley tornou-se um líder, perdendo apenas para Paul Foley, dos 'Old Whigs' que estavam dispostos a cooperar com os conservadores na busca de medidas do 'Country Party' contra os Whigs ministeriais ou da corte no poder, os chamados Whig Junto .  Em dezembro de 1690, foi eleito para a Comissão de Contas Públicas para "examinar, tomar e declarar" as contas do reino desde a ascensão de Guilherme, uma vez que as despesas tinham aumentado exponencialmente. 
Harley apoiou um projeto de lei para excluir da Câmara dos Comuns os titulares de cargos governamentais e os assessores jurídicos, em um esforço para enfraquecer o patrocínio da corte. Ao participar dos debates, Harley escreveu: “Espero que tenhamos mostrado o lado de homens honestos e amantes do nosso país”.  Ele também apoiou o Projeto de Lei Trienal para limitar a duração máxima de um Parlamento a três anos. Na Câmara dos Comuns, no início de 1693, ele afirmou que os parlamentos longos não eram tão representativos quanto os de curta duração e tirou do bolso uma cópia da Declaração do Rei Guilherme de 1688, na qual havia prometido parlamentos frequentes. 
Em 1696, Harley defendeu a fundação de um Banco de Terras que serviria aos interesses agrícolas, tal como o Banco de Inglaterra servia aos interesses monetários. 
Após a eleição geral de 1698, Harley emergiu como líder da aliança de oposição combinada Country Whig-Tory contra a Junta, ou o que Harley chamou de "Novo Partido Country". Também neste ano, ele iniciou sua associação com Sidney Godolphin e, por meio dele, sua entrada definitiva no círculo em torno da princesa Anne. 
Em novembro de 1698 e em janeiro de 1700, Harley foi abordado pelo ministério para aceitar um cargo no governo, sendo que nesta última ocasião lhe foi oferecido o cargo de Secretário de Estado. Ele recusou em ambas as ocasiões porque não queria servir com os Whigs.  Após a morte do único filho sobrevivente de Ana, o príncipe William, duque de Gloucester, em julho de 1700, o rei Guilherme III ficou preocupado com a sucessão. Guilherme acreditava que era imperativo que a coroa fosse para Sofia, Eleitora de Hanôver, ou seus descendentes, caso Ana morresse sem deixar filhos. Ele escreveu para Harley e o convocou para uma audiência, onde perguntou a Harley quais exigências a Câmara dos Comuns faria para ser persuadida a aprovar um projeto de lei incorporando a nova linha de sucessão. Ficou acordado que o projeto de lei incluiria novas limitações ao poder do monarca.  Depois, William aprovou sua eleição como presidente da Câmara dos Comuns.

## Presidente da Câmara dos Comuns: 1701–1705
Após a eleição geral de fevereiro de 1701, ele ocupou o cargo de presidente durante três legislaturas consecutivas até março de 1705. A partir de 18 de maio de 1704, ele combinou este cargo com o de Secretário de Estado para o Departamento do Norte, substituindo o Conde de Nottingham.
Como presidente do primeiro Parlamento, Harley supervisionou a aprovação do Ato de Assentamento de 1701, conforme previamente acordado com o Rei William. Harley ficou satisfeito que tanto os Whigs quanto os Tories concordaram em impor mais limites ao poder da coroa e ele teria dito que "esperava que em pouco tempo nossas infames distinções e partidos, mas particularmente o Jacobitismo, fossem totalmente abolidos e extirpados". 

## Secretário do Norte: 1704–1708
Harley foi um dos primeiros praticantes do " spin "; ele reconheceu a importância política da gestão cuidadosa da mídia. Em 1703, Harley fez uso pela primeira vez dos talentos de Daniel Defoe como escritor político.  Isso foi tão bem-sucedido que mais tarde ele contratou Delarivier Manley e Jonathan Swift para escrever panfletos para ele usar contra seus muitos oponentes na política.
Durante seu mandato, foi promulgado o Ato de União de 1707 com a Escócia . Na época de sua nomeação como Secretário de Estado, Harley não deu nenhum sinal externo de insatisfação com os Whigs, e foi principalmente por influência de Marlborough que ele foi admitido no ministério.
Por algum tempo, enquanto as vitórias do grande general inglês lançavam fascínio sobre a política de seus amigos, Harley continuou a agir lealmente com seus colegas. Mas no verão de 1707, tornou-se evidente para Sidney Godolphin, 1.º Conde de Godolphin, que alguma influência secreta por trás do trono estava abalando a confiança da Rainha em seus ministros. A soberana se ressentiu da intrusão na administração do impetuoso Lorde Sunderland e se convenceu de que a segurança da Igreja da Inglaterra dependia da sorte dos conservadores. Essas convicções foram fortalecidas em sua mente pela nova favorita Abigail Masham (prima da Duquesa de Marlborough por parte de mãe e de Harley por parte de pai), cuja persuasão contrastava favoravelmente aos olhos da Rainha com os modos altivos de sua velha amiga, a Duquesa de Marlborough.

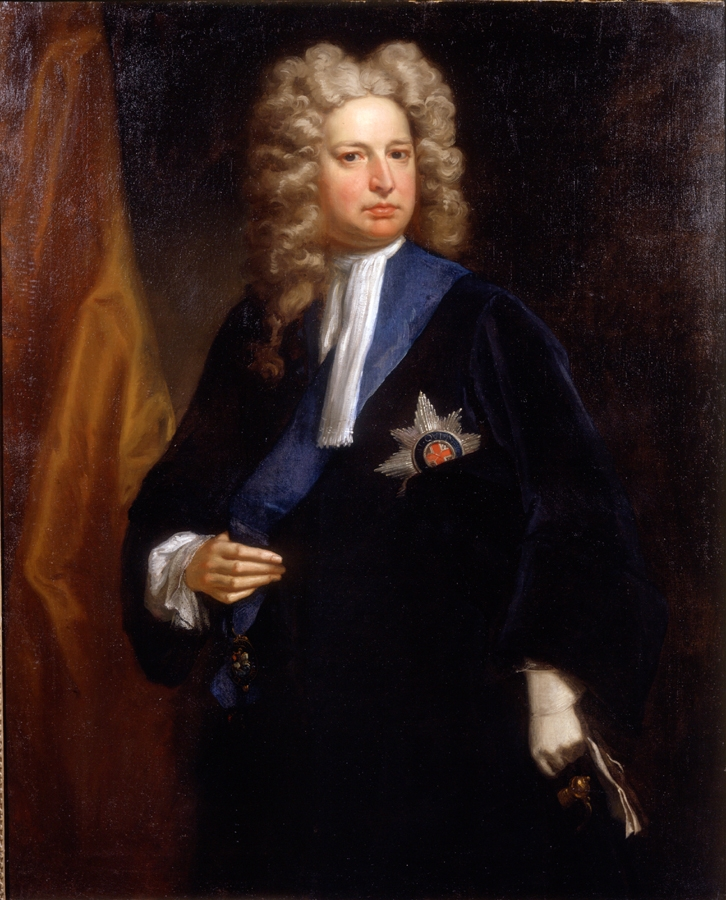
Robert Harley por Jonathan Richardson, c. 1710.

Tanto a duquesa quanto Godolphin estavam convencidos de que essa mudança na disposição da rainha se devia à influência de Harley e seus parentes, mas ele foi autorizado a permanecer no cargo. Mais tarde, um funcionário mal pago e pobre, William Gregg, do escritório de Harley, foi descoberto dando ao inimigo francês cópias de muitos documentos que deveriam ter sido mantidos longe do conhecimento de todos, exceto dos conselheiros mais confiáveis da corte, e foi descoberto que, devido ao descuido do chefe do departamento, o conteúdo de tais papéis se tornou propriedade comum de todos a seu serviço. O célebre autor Daniel Defoe, então funcionário da Harley, alertou que sua segurança frouxa era um convite à traição.  A rainha foi informada por Godolphin e Marlborough que eles não serviriam mais com Harley. Eles não compareceram ao conselho seguinte, em 8 de fevereiro de 1708, e quando Harley propôs prosseguir com os negócios do dia, o Duque de Somerset chamou a atenção para a ausência deles. A rainha se viu forçada (11 de fevereiro) a aceitar as renúncias de Harley e Henry St John, 1.º Visconde Bolingbroke.
Thomson critica a gestão de Harley no Departamento do Norte, chamando-o de "culposamente negligente na condução de seus negócios". Além de citar a segurança frouxa já mencionada, Thomson escreve que Harley "organizou as coisas de tal forma que os infelizes funcionários de seu escritório não podiam começar a trabalhar antes da meia-noite ou um pouco antes e, portanto, não conseguiam sair antes do amanhecer. Mesmo quando não havia nada para fazer, eles eram mantidos de plantão até por volta das três da manhã". 

## Oposição: 1708–1710
Harley foi forçado a deixar o cargo, mas sua prima Abigail, que havia se casado recentemente, continuou a serviço da Rainha. Harley usou sua influência sem escrúpulos, e não em vão. O custo da guerra prolongada com a França e o perigo para a igreja nacional, cuja principal prova estava no processo contra Henry Sacheverell, foram as armas que ele usou para influenciar as massas populares. O próprio Marlborough não pôde ser destituído, mas seus parentes também foram demitidos de seus cargos. Quando o maior deles, Lord Godolphin, foi destituído do cargo em 10 de agosto de 1710, cinco comissários do tesouro foram nomeados; entre eles estava Harley como Chanceler do Tesouro.

## Chanceler do Tesouro: 1710–1711
O objetivo do novo chanceler era formular uma administração a partir dos membros moderados de ambos os partidos e adotar, com pequenas mudanças, a política de seus antecessores; mas seus esforços estavam fadados ao fracasso.  Os Whigs se recusaram a formar uma aliança com ele, e os Conservadores, que tiveram sucesso além de suas maiores esperanças nas urnas, não conseguiam entender por que seus líderes não adotaram uma política mais favorável aos interesses de seu partido.

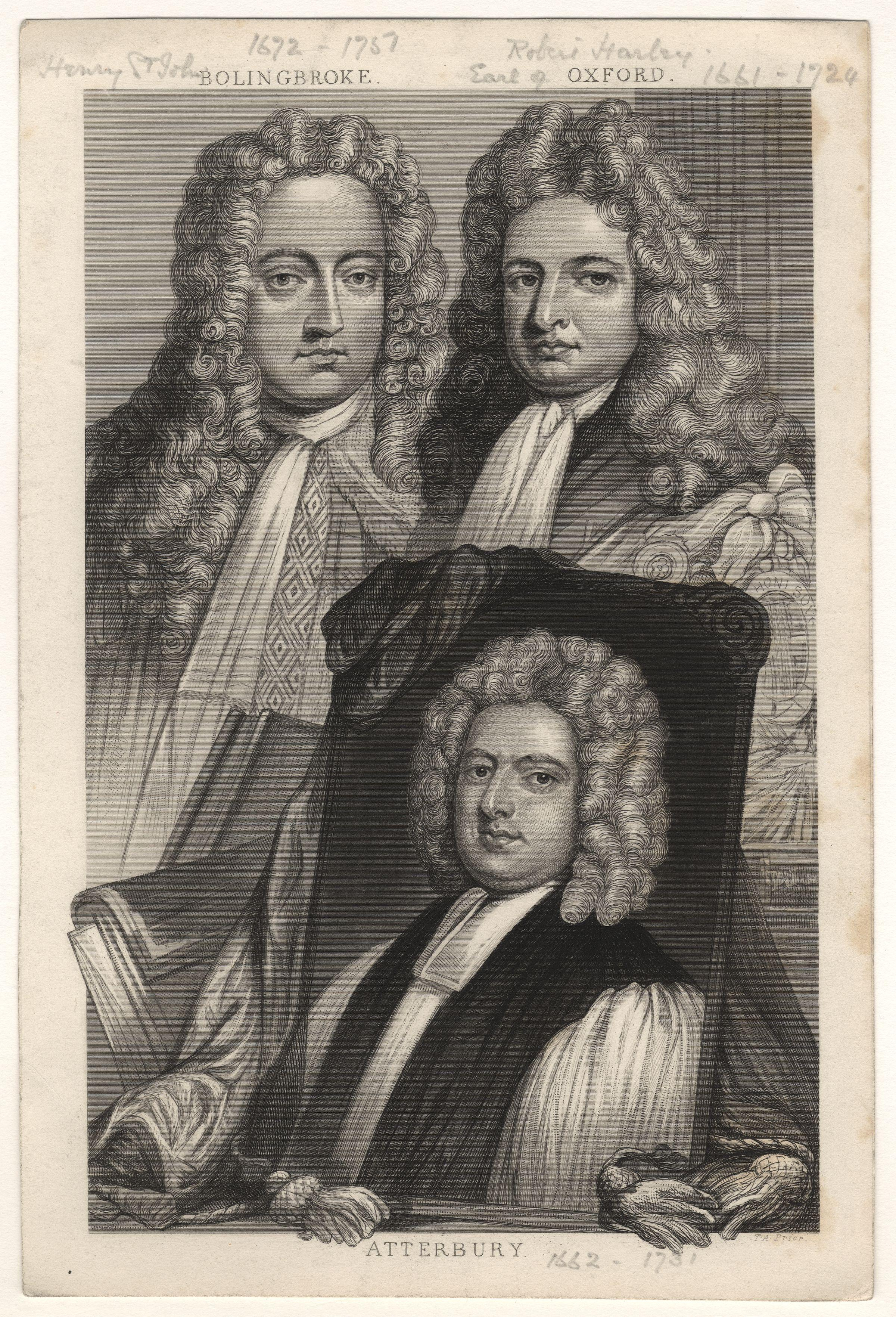
Oxford (à direita), junto com seu amigo e aliado Henry St John, 1º Visconde Bolingbroke e um retrato de Francis Atterbury. Gravura baseada em uma pintura de Sir Godfrey Kneller.

Os clamores dos espíritos mais selvagens, os membros do campo que se reuniam no October Club, começaram a ser ecoados até mesmo por aqueles que eram apegados à pessoa de Harley, quando, por meio de um evento inesperado, sua popularidade foi restaurada rapidamente. Um refugiado francês, o antigo abade La Bourlie (mais conhecido pelo nome de Marquês de Guiscard ), estava sendo examinado perante o Conselho Privado da Grã-Bretanha sob acusação de traição, quando esfaqueou Harley no peito com um canivete (8 de março de 1711). Felizmente para Harley, ele tinha gosto por roupas finas e, naquela ocasião, usava um colete de brocado dourado ornamentado: parece que a faca ficou presa em um dos enfeites. Por que Guiscard foi autorizado a entrar na sala portando uma arma ainda é um mistério, mas, como o caso Gregg demonstrou, Harley era notoriamente negligente em questões de segurança, e é provável que Guiscard não tenha sido devidamente revistado. Para um homem com boa saúde, os ferimentos não teriam sido graves, mas o ministro estava sofrendo de problemas de saúde e Swift escreveu a oração: "Reze para que Deus preserve sua saúde, tudo depende disso". A alegria da nação com sua recuperação não teve limites. Ambas as Casas apresentaram um discurso à coroa, uma resposta adequada veio da Rainha e, quando Harley reapareceu na Câmara Baixa, o Presidente fez um discurso que foi divulgado por um jornal de grande circulação por todo o país.
Um dos problemas mais prementes dessa época era a grande crise nas finanças públicas causada pela necessidade de pagar a guerra contra a França.  O arquiteto das finanças da Grã-Bretanha foi Lorde Halifax, e ele escreveu a Harley no dia em que o novo conselho do Tesouro se reuniu: "Suas grandes habilidades e seu conhecimento da Receita em breve o tornarão mestre de todos os negócios, mas como você restaurará o crédito e encontrará dinheiro para as demandas que serão feitas a você excede minha capacidade".  Harley criou em 1711 a South Sea Company para lidar com a dívida nacional, o que se revelou um grande sucesso (no início, a notória "bolha" começou em 1720).  Ele conseguiu restaurar a confiança durante o seu mandato; enquanto o susto da invasão jacobita de 1708 e o alarme causado pela doença da rainha no início de 1714 causaram corridas ao banco, a queda de Godolphin não precipitou nenhuma. 

## Lorde Alto Tesoureiro: 1711–1714
Em 23 de maio de 1711, o ministro tornou-se Barão Harley, de Wigmore, no Condado de Hereford, e Conde de Oxford e Conde Mortimer (este último, apesar de sua forma, sendo um único título de nobreza). Harley reivindicou o título de Oxford por causa de seu relacionamento por casamento com os detentores anteriores, os De Veres. O título de Conde Mortimer foi adicionado caso fosse feita uma reivindicação ao condado de Oxford.  Em 29 de maio, ele foi nomeado Lorde Tesoureiro e, em 25 de outubro de 1712, tornou-se Cavaleiro da Jarreteira.
Outra tentativa de assassinato foi feita contra ele em novembro com o Bandbox Plot, no qual uma caixa de chapéu, armada com pistolas carregadas que seriam acionadas por um fio dentro do pacote, foi enviada a ele; a tentativa de assassinato foi evitada pela rápida intervenção de Jonathan Swift.
Com a simpatia que essas tentativas de assassinato despertaram e com a habilidade que o Lorde Tesoureiro possuía para conciliar os membros mais calmos de qualquer partido político, ele passou vários meses no cargo sem qualquer perda de reputação. Ele reorganizou as finanças da nação e continuou a apoiar seus generais no campo com amplos recursos para continuar a campanha, embora seus emissários estivessem em comunicação com o rei francês e estivessem definindo os termos de uma paz independentemente dos aliados da Inglaterra. Após muitas semanas de vacilação e intriga, quando as negociações estavam frequentemente a ponto de serem interrompidas, a paz preliminar foi assinada e, apesar da oposição da maioria Whig na Câmara dos Lordes, que foi recebida com a criação de doze novos pares apelidados de Dúzia de Harley, o muito controverso Tratado de Utrecht foi concluído em 31 de março de 1713. O grito Whig de " Não há paz sem a Espanha " não foi suficiente para bloquear a aprovação parlamentar do Tratado.

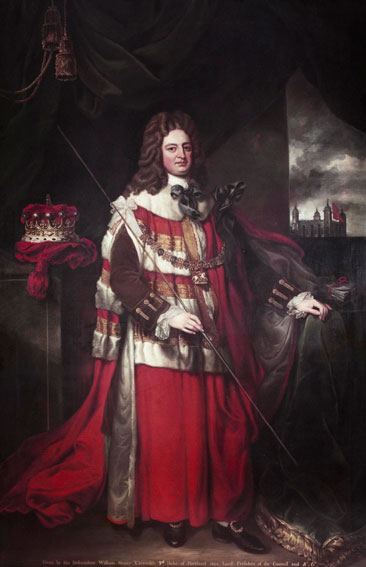
Robert Harley retratado carregando o cajado branco do Alto Tesoureiro. Retrato de Jonathan Richardson.

Enquanto essas negociações estavam em andamento, a amizade entre Harley (Oxford) e St John, este último que havia se tornado Secretário de Estado em setembro de 1710, estava rapidamente se transformando em ódio. Este último ficou ressentido com o aumento de fortuna que as facadas de Guiscard garantiram para seu colega Harley, e quando foi elevado à nobreza com o título de Barão St. John e Visconde Bolingbroke, em vez de um Condado, seu ressentimento não teve limites. A favorita da realeza, Abigail, cujo marido havia sido chamado para a Câmara Alta como Barão Masham, abandonou sua velha amiga e parente por seu rival mais vivaz. Os jacobitas descobriram que, embora o Senhor Tesoureiro fosse profuso em suas expressões de boa vontade para com a causa deles, nenhuma medida foi tomada para garantir seu triunfo, e eles não mais confiavam em promessas que eram feitas e quebradas repetidamente. Até mesmo os amigos de Harley (Oxford) começaram a reclamar de sua lentidão e a encontrar uma desculpa para sua apatia na saúde debilitada, agravada pelo excesso nos prazeres da mesa e pela perda de seu filho favorito. A confiança da rainha Ana foi gradualmente transferida de Oxford para Bolingbroke; em 27 de julho de 1714, a primeira entregou sua equipe como tesoureiro, e em 1º de agosto a rainha morreu.

## Prisão: 1715–1717
Com a ascensão de Jorge I da Grã-Bretanha, o ministro derrotado retirou-se para Herefordshire, mas alguns meses depois o seu impeachment  foi decidido e ele foi internado na Torre de Londres em 16 de julho de 1715. Ele foi acusado de alta traição, crimes e delitos graves, sendo a pena de morte uma possibilidade distinta. Muitas das acusações estavam relacionadas à sua negociação do Tratado de Utrecht . Outras acusações foram acrescentadas em relação à sua alegada conspiração secreta com o pretendente jacobita James .  Seus aliados políticos, St John e Ormonde, fugiram para a França antes que pudessem ser presos por motivos semelhantes e entraram a serviço de James. Inicialmente, ele estava com problemas de saúde, sofrendo de pneumonia e foi cuidado por sua esposa Sarah, que permaneceu com ele durante as primeiras semanas de sua prisão. 
Pouco tempo depois de sua detenção, ocorreu uma grande revolta jacobita, que foi derrotada. Os interrogadores dos prisioneiros jacobitas tentaram descobrir se havia alguma ligação com Harley no plano, mas nenhuma pôde ser estabelecida.  Isso atrasou significativamente o julgamento de Harley, já que a prioridade foi dada aos principais rebeldes, vários dos quais foram executados. Isso pode tê-lo beneficiado, já que o clima de raiva entre os Whigs contra ele havia se acalmado em 1717. 
Harley também se beneficiou da divisão Whig entre facções rivais lideradas por James Stanhope e Robert Walpole . Walpole e seus apoiadores entraram na oposição e se juntaram aos conservadores para atacar o governo de Stanhope em muitas questões.
Após uma prisão de quase dois anos, Harley foi formalmente absolvido das acusações de alta traição e crimes e contravenções graves pelas quais havia sido acusado dois anos antes, e autorizado a retomar seu lugar entre os pares.

## Vida posterior: 1717–1724
Imediatamente após sua libertação, Oxford foi informado por George I de que ele não era mais bem-vindo na corte.  Ele se uniu aos lordes conservadores para se opor à nova oligarquia Whig no Parlamento, em aliança com os Whigs da oposição. Em 1719, eles se uniram em oposição ao Projeto de Lei da Nobreza de Stanhope, que foi derrotado. Depois disso, Lord Oxford passou a participar cada vez menos dos assuntos públicos e morreu quase despercebido em Londres em 21 de maio de 1724.

## Importância literária
A importância de Harley para a literatura não pode ser exagerada. Como patrono das artes, ele era notável. Como preservacionista, ele foi inestimável. Ele usou sua riqueza e poder para reunir uma biblioteca inigualável. Ele encomendou a criação de coletâneas de baladas, como The Bagford Ballads, e comprou poemas avulsos de todos os cantos. Ele preservou a literatura renascentista (particularmente a poesia), a literatura anglo-saxônica, que era então incompreensível, e grande parte da literatura do inglês médio . Sua coleção, junto com a de seu filho Edward, 2º Lord Oxford e Mortimer, foi vendida ao Parlamento em 1753 para o Museu Britânico pela Condessa de Oxford e pela Condessa Mortimer e sua filha, a Duquesa de Portland; é conhecida como Coleção Harley. 
Quando estava no cargo, Harley promoveu as carreiras de Jonathan Swift, Alexander Pope e John Gay . Ele também escreveu com eles como membro do Scriblerus Club . Ele, juntamente com o 1º Visconde Bolingbroke, contribuiu para as produções literárias do Clube. Seu talento particular residia na poesia, e algumas de suas obras (sempre sem assinatura) foram preservadas e podem ser encontradas entre as edições da poesia de Swift. Além disso, ele provavelmente teve alguma participação na escrita de Memórias de Martinus Scriblerus , embora seja impossível dizer quanto.
Na opinião do historiador David C. Douglas, na época de Harley, "todo o grupo de estudiosos admirava Robert Harley, conde de Oxford, como o grande mecenas do aprendizado medieval inglês, e eles estavam certos em fazê-lo, pois ele era o correspondente e benfeitor de muitos deles, e ele merecia sua gratidão tão certamente quanto ele ganhou através de sua coleção de livros os agradecimentos da posteridade". 

## Família

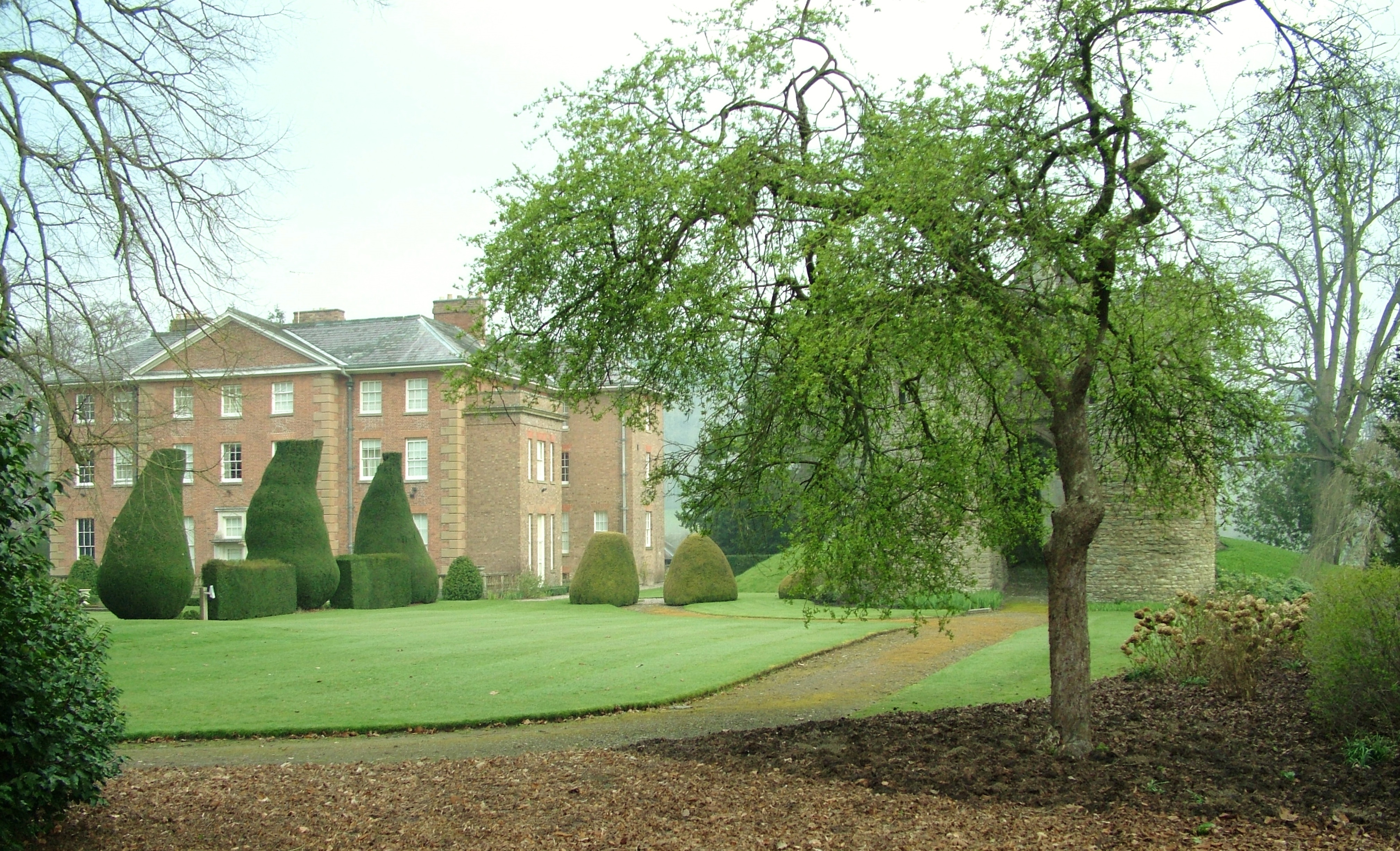
Brampton Bryan Hall

Em maio de 1685, Harley casou-se com Elizabeth, filha de Thomas Foley, e tiveram quatro filhos antes de ela morrer em novembro de 1691: 
- Abigail (1685? - 15 de julho de 1750), que se casou com George Hay, mais tarde 8.º Conde de Kinnoull em 1709.
- Eduardo (2 de junho de 1689 - 16 de junho de 1741), que se casou com Henrietta Cavendish Holles e o sucedeu como 2º Conde de Oxford e Conde Mortimer.
- Elizabeth (2 de junho de 1689-20 de novembro de 1713), que se casou com Peregrine Osborne, mais tarde 3.º duque de Leeds em 1712; e
- Robert, que morreu na infância em 1690.

Eles moravam em Brampton Bryan Hall, que ele herdou de seu pai em 1700.
Após a morte de Elizabeth, Harley se casou com Sarah (falecida em 17 de junho de 1737), filha de Simon Middleton de Edmonton, Londres, em 18 de setembro de 1694. Eles não tiveram filhos.  Ele morreu em 1724 em sua casa na Albemarle Street, Westminster, e foi enterrado no cemitério de St Barnabas, Brampton Bryan, Herefordshire.